# Елеонора Доротея Ангальт-Дессауська
Елеонора Доротея Ангальт-Дессауська (нім. Eleonore Dorothea von Anhalt-Dessau, 6 лютого 1602 — 26 грудня 1664) — принцеса Ангальт-Дессауська з династії Асканіїв, донька князя Ангальт-Дессау Йоганна Георга I та пфальцграфині Зіммернської Доротеї, дружина герцога Саксен-Веймару Вільгельма.

## Біографія

### Ранні роки
Народилась 6 лютого 1602 року в Дессау. Була четвертою дитиною та другою донькою в родині князя Ангальту Йоганна Георга I та його другої дружини Доротеї Пфальц-Зіммернської. Мала старших братів Йоганна Казимира та Фрідріха Моріца й сестру Анну Єлизавету, а також трьох єдинокровних сестер і брата від першого батьківського шлюбу. Згодом сімейство поповнилося сімома молодшими дітьми.
До 1603 року батько правив від імені молодших братів, після чого, за укладеною угодою про розподіл земель, отримав Дессау. Договір вступив у силу в 1606 році. Йоганн Георг I вважався освіченим правителем, мав ґрунтовні знання з астрології та алхімії, володів великою бібліотекою, а також був палким прихильником Реформації. До того ж його змальовували як зразкового сім'янина, який турбувався про виховання та освіту своїх дітей. Він пішов з життя, коли Елеонорі Доротеї виповнилося 16 років.
Матір більше не одружувалася, оселившись у своїх удовиних володіннях у Зандерслебені.

### Шлюбне життя
У 23 роки Елеонора Доротея взяла шлюб із 25-річним герцогом Саксен-Веймару Вільгельмом, який правив разом із молодшими братами. Молоді люди були заручені з 1622 року. Нареченого описували як набожну, м'яку та привітну людину. Весілля відбулося 23 травня 1625 року у Веймарі. Союз, укладений з політичних мотивів, виявився напрочуд щасливим. У шлюбі герцогиня зберегла реформатське віросповідання, хоча й зблизилася з лютеранством.
Майже відразу після весілля жінка завагітніла і вже у березні 1626 народила первістка. Всього у подружжя було дев'ятеро дітей.
У 1640 році Вільгельм розділив батьківські володіння з молодшими братами (т.з. Ернестинський поділ), отримавшив Веймар та Єну, до яких у 1644 році долучився й Айзенах.
В останні роки його правління у Веймарі вирувало жваве придворне життя. Елеонора Доротея втратила чоловіка у травні 1662 року. Сама вона пішла з життя після Різдва 1664 року, переживши також чотирьох дітей. Була похована у князівській крипті Веймару.

## Родина

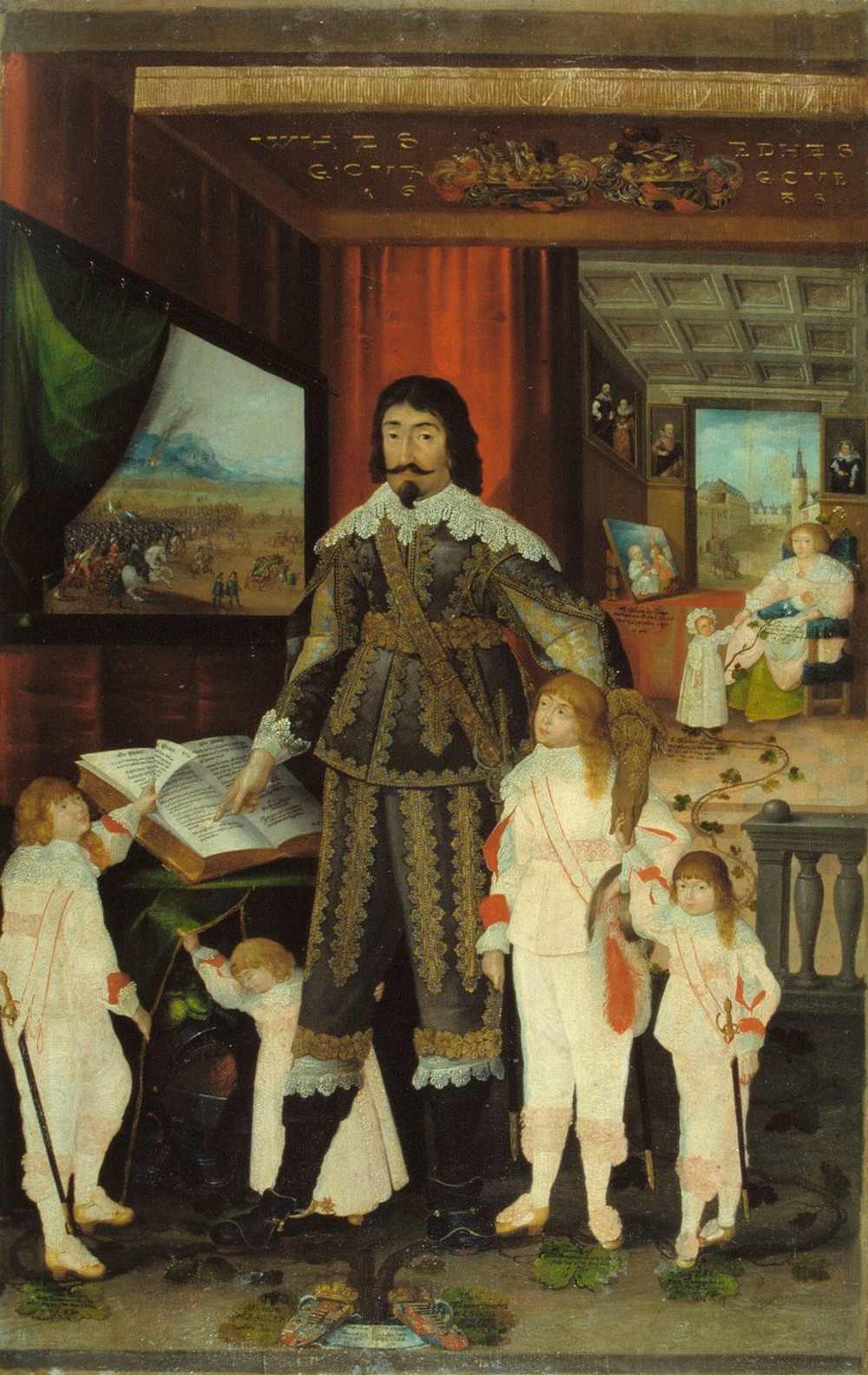
Портрет родини герцога Вільгельма пензля К. Ріхтера

Чоловік —  Вільгельм, герцог Саксен-Веймарський
Діти:
- Вільгельм (26 березня—1 листопада 1626) — прожив 7 місяців;
- Йоганн Ернст (1627—1683) — герцог Саксен-Веймару у 1662—1683 роках, був одружений із принцесою Шлезвіг-Гольштейнською Крістіною Єлизаветою, мав п'ятеро дітей;
- Йоганн Вільгельм (1630—1639) — прожив 8 років;
- Адольф Вільгельм (1632—1668) — герцог Саксен-Ейзенахський у 1662—1668 роках, був одружений із принцесою Брауншвейг-Вольфенбюттельською Марією Єлизаветою, мав п'ятеро синів, які померли в ранньому віці;
- Йоганн Георг (1634—1686) — герцог Саксен-Маркзульський у 1662—1686 роках, герцог Саксен-Ейзенахський у 1671—1686 роках, був одружений із графинею Йоганеттою Сайн-Вітгенштейнською, мав восьмеро дітей;
- Вільгельміна Елеонора (1636—1653) — одружена не була, дітей не мала;
- Бернгард (1638—1678) — герцог Саксен-Єнський у 1672—1678 роках, був одружений з Марією Шарлоттою де ла Тремуйль, мав четверо законних дітей та позашлюбну доньку;
- Фрідріх (1640—1656) — одруженим не був, дітей не мав;
- Доротея Марія (1641—1675) — дружина герцога Саксен-Цайцу Моріца, мала десятеро дітей.